# Kurdistans regionala regering

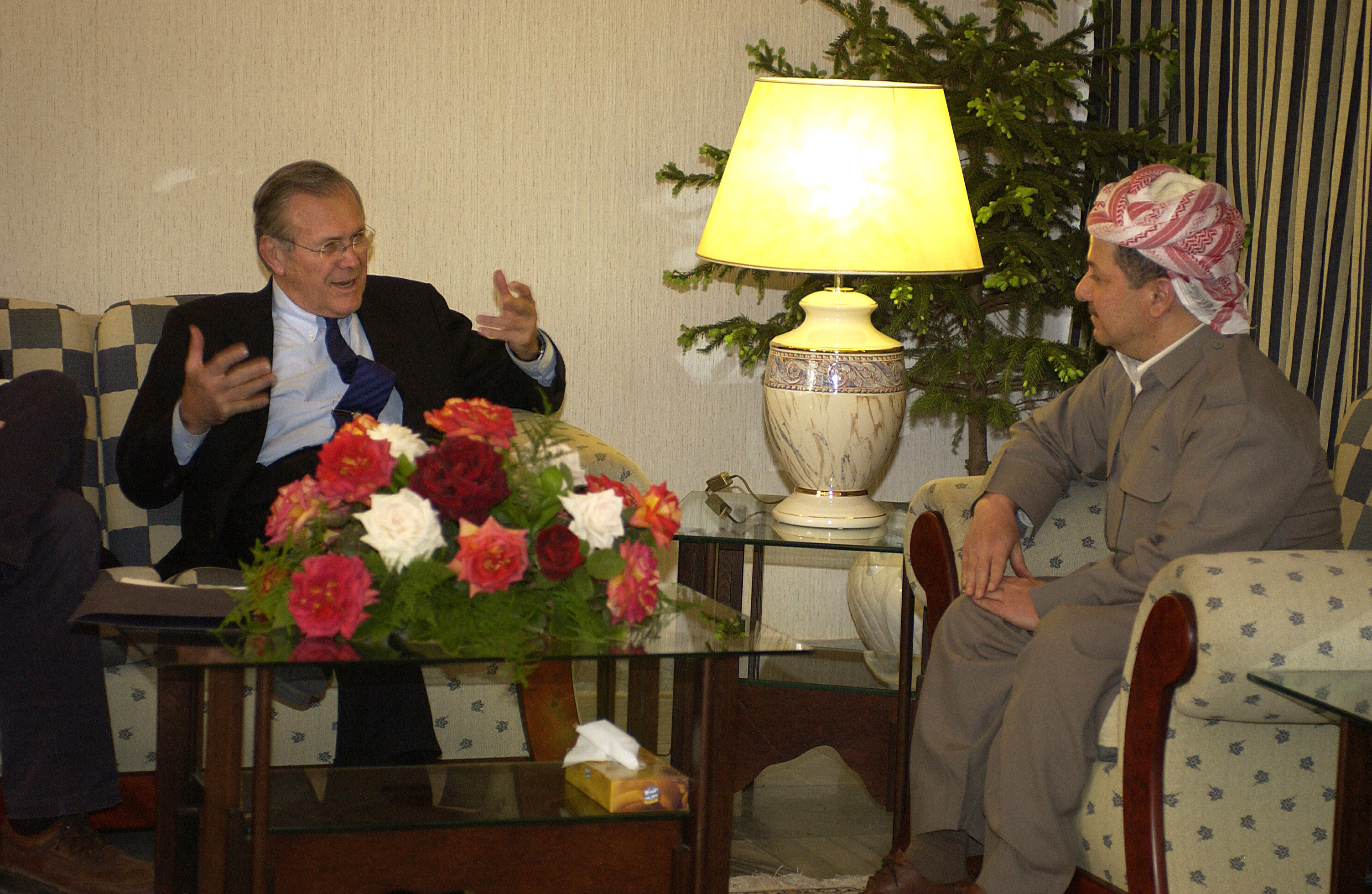
Donald Rumsfeld möter Massoud Barzani i KRG:s parlament, 12 april 2005.

Kurdistans regionala regering (kurdiska: Hikûmetî Herêmî Kurdistan), ibland förkortat KRG av dess engelska namn (engelska: Kurdistan Regional Government), administrerar det autonoma självstyret i Irakiska Kurdistan.

## Historik
Efter Kuwaitkriget 1991 utropades autonomi i den kurdiska regionen i norra Irak. De två rivaliserande partierna KDP och PUK stred mot varandra under det kurdiska inbördeskriget. De första demokratiska valen hölls 1992 efter att de irakiska myndigheterna förlorat kontrollen av regionen till kurdisk milis och utländska makter till följd av Kuwaitkriget. Därefter dröjde det till 2005, två år efter USA:s invasion av Irak, innan nya val kunde hållas. Autonomi för de kurdiska områdena erkändes i den irakiska övergångslagen från 2004.

## Utformning
Irakiska Kurdistans president väljs i allmänna direktval och leder den regionala regeringen men delar verkställande makt med den regionala premiärministern. Presidenten är också överbefälhavare för den semi-officiella peshmergamilisen. Massoud Barzani är regionens president.
Till självstyret hör ett regionalt enkammarparlament med 111 mandat. Parlamentsval ska enligt gällande lag hållas vart fjärde år.

## Relationer med Norden
Kurdistan Regional Government (KRG) har ett representationskontor i Sverige, belägen på Grev Turegatan 38, Östermalm. Tidigare representanter var Taha Barwary (1999-2009) och Heresh Khola (2010-2013). Sedan februari 2014 är Shorsh Kadir Rahem KRG:s representant i Sverige.
KRG Nordic är Kurdistans regionala regerings (KRG) representation i Sverige och har sitt kontor på Kommendörsgatan i Stockholm. KRG:s sverigerepresentant heter Shorsh Kadir Rahem. Varje år anordnar KRG Nordic Kurdgalan.

## Högre ministrar i KRG
- Massoud Barzani, president
- Nechirvan Idris Barzani, premiärminister
- Sarkis Aghajan Mamendo, finansminister
- Omer Fattah Hussain, vice premiärminister
- Dara Mohammad Amin, miljöminister
- Kak Kosrat, vice president